# Ataque con drones en Irán
Varios drones no identificados atacaron una fábrica de municiones en Isfahán en la noche del 28 al 29 de enero de 2023, con otras explosiones inexplicables en todo Irán, incluido un incendio en una refinería de petróleo en Tabriz e informes de explosiones e incendios en Karaj. Los gobiernos de Rusia y Ucrania reaccionaron públicamente a los hechos, y algunos funcionarios estadounidenses afirmaron que Israel estaba detrás del ataque. Rusia condenó el ataque, mientras que Ucrania dijo que se había advertido a Irán sobre el suministro de drones a Rusia.

## Antecedentes
Hubo una serie de explosiones e incendios alrededor de las instalaciones militares, nucleares e industriales iraníes en 2020. En 2021, Irán acusó an Israel de sabotear su sitio nuclear clave de Natanz y juró venganza. En julio de 2022, Irán dijo que había arrestado a un equipo de sabotaje compuesto por militantes kurdos que trabajaban para Israel y que planeaba volar un centro sensible de la industria de defensa en Isfahán.

## Explosiones
En la noche del 28 al 29 de enero de 2023, tres drones no identificados atacaron una fábrica de municiones en Isfahán, en medio de otras explosiones inexplicables en todo Irán. The New York Times declaró que era probable que los drones utilizados cerca de Isfahán fueran cuadricópteros con un rango de vuelo corto, y también que dado que Isfahán está lejos de las fronteras de Irán, era probable que los drones fueran lanzados desde el interior de Irán.
El 28 de enero de 2023 a las 23:30 hora local, una fábrica de municiones del Ministerio de Defensa iraní en Isfahán fue atacada por tres drones, provocando una gran explosión. El ministerio dijo que el ataque ocurrió en la calle Imam Khomeini de Isfahán, y que el daño a los edificios fue menor. Según el ministerio, tres drones fueron derribados y el ataque fracasó. Algunos ciudadanos dijeron haber escuchado tres o cuatro explosiones.
Hubo un incendio en una refinería de petróleo en Tabriz durante la misma noche. The Wall Street Journal describió la relación entre el incendio de Tabriz y el ataque de Isfahán como poco clara. Según Iran International, hubo informes de explosiones e incendios en Karaj esa misma noche.Se informó de otra explosión en una instalación petrolera en Azarshahr. Un terremoto cerca de la ciudad de Khoy ocurrió el mismo día, lo que generó confusión sobre si los objetivos fueron golpeados o afectados por el terremoto.